# Ferreras de Abajo
Ferreras de Abajo é um município da Espanha na província de Zamora, comunidade autónoma de Castela e Leão, de área 88 km² com população de 636 habitantes (2007) e densidade populacional de 7,19 hab/km².

## Demografia
| Variação demográfica do município entre 1991 e 2004 | Variação demográfica do município entre 1991 e 2004 | Variação demográfica do município entre 1991 e 2004 | Variação demográfica do município entre 1991 e 2004 |
| --------------------------------------------------- | --------------------------------------------------- | --------------------------------------------------- | --------------------------------------------------- |
| 1991                                                | 1996                                                | 2001                                                | 2004                                                |
| 669                                                 | 662                                                 | 627                                                 | 635                                                 |